# Inge I. (Schweden)
Inge I., Inge Stenkilsson, Inge der Ältere, (* vor 1080; † nach 1101) war spätestens von 1080 bis etwa 1084 und circa 1087 bis etwa 1105 König von Schweden. Einige Quellen behaupten, dass er eine gewisse Zeit seinen Bruder Halsten als Mitregent hatte. Andere Quellen geben an, dass Halsten um 1066 für einen sehr kurzen Zeitraum Alleinherrscher war und danach abgesetzt wurde.

## Familie
Seine Eltern waren König Stenkil von Schweden und dessen Frau, eine Tochter von Emund dem Alten. Er war verheiratet mit Helena, wahrscheinlich identisch mit der in isländischen Quellen erwähnten „Mær“ (= Jungfer), wahrscheinlich Schwester seines Mitkönigs Sven, jedenfalls einer Frau aus dem Geschlecht der Ynglinge. Nach einem Annal aus dem 15. Jahrhundert war er mit der als Heilige verehrten Ragnhild, die die Kirche von Södertälje gestiftet haben soll, verheiratet. Nach einem anderen Annal aus dem 15. Jahrhundert war diese aber mit seinem Neffen Inge d. J. verheiratet.
Er hatte neben der Tochter Margarethe einen Sohn Ragnvald, der wahrscheinlich schon vor Inge starb, aber von einigen Quellen als König Ragnvald Knaphövde identifiziert wird, welcher in der Mitte des 12. Jahrhunderts in Ost- und Mittelschweden regierte und Schwiegervater von König Harald Gille von Norwegen war, sowie die Töchter Christina, die 1095/96 mit Großfürst Mstislaw I. von Kiew verheiratet wurde, und Katarina, die Björn Haraldsson Järnsida, einen Enkel von Erik I. Ejegod, heiratete.

## Leben
Es wird berichtet, dass Inge um 1084 von den Svear als König abgesetzt wurde, weil er sich weigerte, beim Thing zu opfern. Zumindest im Gebiet dieser Volksgruppe soll er durch Blot-Sven (Opfer-Sven) ersetzt worden sein. Inge soll ein tiefgläubiger Christ gewesen sein, was viele Svear missbilligten. Wahrscheinlich im Jahr 1087 soll Inge Opfer-Sven erschlagen, den heidnischen Tempel in Alt-Uppsala niedergebrannt und wieder die Königsmacht in Schweden übernommen haben. Die Hervarar-Sage, welche zu den alten Schriften aus dieser Zeit zählt, berichtet:
„Inge war lange König, er war populär und ein guter Christ; er schaffte die Opferfeste in Svitjod (Land der Svear) ab und ordnete an, dass das Volk christianisiert werden sollte.“
Inge wirkte etwa zur selben Zeit wie der heilige Eskil. Zu dieser Zeit blühte das Heidentum noch einmal auf, und Bischof Eskil wurde wahrscheinlich 1083 getötet. Inge wurde aus Svealand vertrieben und sein Schwager Blot-Sven (Opfer-Sven) wurde eingesetzt. Drei Jahre später kam Inge mit einem Heer zurück und tötete den letzten heidnischen Svea-König. Er brannte Gamla Uppsala nieder und errichtete dort eine Kirche. Wieweit diese Darstellung historisch ist, ist nicht sicher. Bis ungefähr 1085 war er in Schweden Alleinherrscher.
Inge war derjenige, der auf Anraten des Papstes ein Kloster mit dazugehöriger Kirche im Ort Vreta, westlich des Sees Roxen, errichten ließ. Ein altes Verzeichnis gibt an, dass König Inge und seine Frau Helena große Landgüter in dieser Gegend besaßen und davon etwa 20 Bauerngehöfte den Mönchen überließen. Dies soll etwa um 1100 geschehen sein. Einige Kommentatoren schließen daraus, dass Inge aus Östergötland kam, doch wahrscheinlicher ist, dass die Gehöfte entweder seiner Frau gehörten oder dass sie über Opfer-Sven in Inges Besitz kamen.
Der päpstliche Brief zu diesem Ereignis nennt nur Inge als König: „Ingo gloriosus Suetonum Rex – Inge, der ehrenvolle König der Svear“.
Inge führte Krieg gegen den norwegischen König Magnus Berrføtt. Im Dreikönigstreffen 1101 in Kungahälla (nahe dem heutigen Kungälv) schlossen Erik Ejegod, Magnus Berrføtt und Inge der Ältere einen dauerhaften Frieden. Dieses Dreikönigstreffen wurde unter anderem von Snorri Sturluson beschrieben. Genauere Einzelheiten über dieses Treffen sind jedoch nicht überliefert. Laut Snorri soll Inge bei dieser Zusammenkunft seine Tochter Margarethe mit Magnus III. vermählt haben, um den Frieden zu bekräftigen.
Die Angaben der Quellen über den Zeitpunkt von Inges Tod und auch zu seinen Jahren ohne Königsmacht sind sehr unklar. Es werden viele Daten zwischen 1103 und 1118 genannt und es ist auch nicht klar ob er bei seinem Tod noch König war. Er soll auf dem Friedhof des Ortes Hånger in Småland begraben sein, doch laut verschiedenen Schriften wurde seine Leiche 1234 zur Klosterkirche von Varnhem überführt und dort unter einem unmarkierten Stein im Mittelgang erneut beerdigt. In der Kirche existiert auch ein Stein mit einer Inschrift, der auf Initiative Johann III. aufgestellt worden sein soll. Der Text, der unter anderem behauptet, dass Inge 1064 in Schonen von Dänen ermordet wurde, wird von vielen Historikern bezweifelt. Der für den Text verantwortliche Rasmus Ludvigsson, scheint seine Informationen direkt aus einer recht unbedeutenden Chronik (Lilla rimkrönikan) entnommen zu haben, die selten mit anderen Quellen übereinstimmt. Es wird vermutet, dass hier eine Vermischung mit einem anderen König oder Stammesoberhaupt erfolgte.